# Kępa Borzechowska
Kępa Borzechowska – wieś w Polsce położona w województwie lubelskim, w powiecie lubelskim, w gminie Borzechów, w sołectwie Borzechów.
Wieś jest przedłużeniem ku wschodowi południowej części Borzechowa – powstała w wyniku parcelacji dóbr Borzechowa. Pod względem administracyjnym została wyodrębniona w 1899 roku. W tradycji ustnej nosi nazwę „Słomianki”. We wsi znajduje się drewniana kuźnia, powstała w latach trzydziestych XX wieku oraz krzyż drewniany z 1906 roku.
W latach 1975–1998 miejscowość administracyjnie należała do ówczesnego województwa lubelskiego.
Wieś wchodzi w skład sołectwa Borzechów gminy Borzechów. Według Narodowego Spisu Powszechnego z roku 2011 wieś liczyła 167 mieszkańców.
Wierni Kościoła rzymskokatolickiego należą do parafii Matki Bożej Częstochowskiej w Borzechowie.